# Dahir Riyale Kahin
Dahir Rayale Kahin (somali: Daahir Rayaale Kaahin) (Quljeed, Awdal, 12 de març de 1952) és un polític de Somalilàndia, president de la república des del 2002, a la mort del president Ibrahim Egal (3 de maig de 2002). Pertany al subclan reer dudub dels samaroon, del grup gadabursi.
Es va educar a Mogadiscio i va fer estudis superiors a la Unió Soviètica. Es va dedicar a negocis empresarials. Va exercir com a diplomàtic a l'ambaixada somali a Djibouti. Després fou membre del servei d'intel·ligència de Somàlia sota Siad Barre amb el grau de sergent i va servir a l'estació de Berbera; en aquesta posició fou assenyalat com a responsable de tortures i execucions extrajudicials de civils entre 1988 i 1989, com encarregat de reprimir el Moviment Nacional Somali a la seva zona. Fou governador de la regió d'Awdal.
El 1997 fou designat vicepresident de Somalilàndia i va ocupar interinament la presidència a la mort d'Ibrahim Egal el 3 de maig del 2002. A les eleccions presidencials del 14 d'abril del 2003 fou el candidat del Partit Democràtic d'Unitat Popular (Ururka Dimuqraadiga Umada Bahawday, UDUB) i fou escollit enfront del seu rival del partit Kulmiye. Aquestes eleccions foren considerades lliures però Kahin i el seu partit va ser acusats de fer servir fons publics. A Sool i Sanaag no es va poder votar a una part de les regions, sota administració de Puntland. La comissió electoral nacional va donar els resultats el 19 d'abril, que donaven guanyador a Kahin i que foren impugnats per l'UDUB i el Kalmiye; la Cort Suprema va ratificar el resultat modificant però el percentatge. Va ocupar la presidència de ple dret el 16 de maig de 2003. La seva primera visita oficial fou a Djiboutil, considerada contrària a la independència de Somalilàndia. Després va visitar la ciutat de Las Anod a Sool, on fou expulsat per les milícies de Puntland. Poc després (2 d'octubre del 2004) en una operació llampec, l'exèrcit de Somalilàndia va ocupar la ciutat.
El 2005 va visitar Sud-àfrica acompanyat del ministre d'afers exteriors Abdullahi Dualeh. També va vistar Etiòpia. A finals d'any va visitar Alemanya, Països Baixos i Bèlgica i al primer d'aquestos països va rebre tractament mèdic
L'octubre del 2006 el parlament va prorrogar el seu mandat per quatre anys (2008-2012), per la manca de fons per fer noves eleccions, però per un acord amb l'oposició les eleccions es van fixar per finals del 2008. El setembre del 2007 es van celebrar eleccions legislatives en què el UDUB va obtenir majoria relativa, però els altres dos partits es van aliar.
El 2007 va assistir a la conferència de caps de govern de la Commonwealth feta a Kampala, Uganda, demanant el reconeixement del seu país. El mateix 2007 va visitar també Iemen convidat pel president d'aquest país.
Està casat amb Huda Barkhad Adan.